# بیستریتسا (استان بلاگووگراد)
بیستریتسا (به بلغاری: Bistritsa) یک منطقهٔ مسکونی در بلغارستان است که در شهرستان بلاگووگراد واقع شده‌است. بیستریتسا ۱۷۱٬۴۹۸ کیلومتر مربع مساحت و ۷۳ نفر جمعیت دارد و ۸۹۳ متر بالاتر از سطح دریا واقع شده‌است.